# 科尔纳斯
科尔纳斯（法語：Cornas，法語發音：[kɔʁnas]）是法国阿尔代什省的一个市镇，属于罗讷河畔图尔农区。

## 地理
科尔纳斯（44°57'50"N, 4°50'54"E）面积8.33 平方千米，位于法国奥弗涅-罗讷-阿尔卑斯大区阿尔代什省，该省份为法国东南部内陆省份，北起顺时针与卢瓦尔省、伊泽尔省、德龙省、沃克吕兹省、加尔省、洛泽尔省和上盧瓦爾省接壤。
与科尔纳斯接壤的市镇（或旧市镇、城区）包括：沙托布尔、圣佩赖、圣罗曼德莱尔、瓦朗斯堡、拉罗什德格兰。
科尔纳斯的时区为UTC+01:00、UTC+02:00（夏令时）。

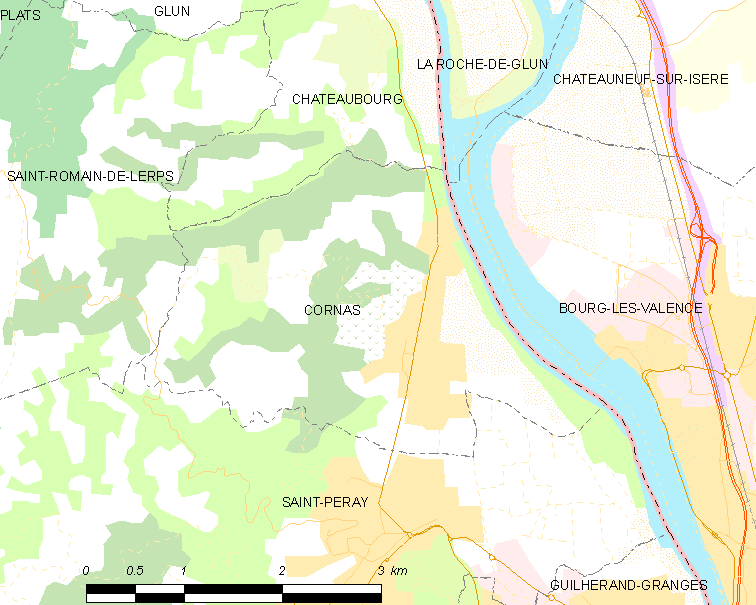
科尔纳斯的OSM定位图

## 行政
科尔纳斯的邮政编码为07130，INSEE市镇编码为07070。

## 政治
科尔纳斯所属的省级选区为吉耶朗-格朗日县。

## 人口

1962-2008年间科尔纳斯人口变化图示

科尔纳斯于2022年1月1日时的人口数量为2397人。